# Uxbridge (Ontario)
Pour les articles homonymes, voir Uxbridge.
Uxbridge est un canton de l'Ontario situé dans la municipalité régionale de Durham au nord-est de Toronto.

## Démographie
| 2001   | 2006   | 2011   | 2016   |
| ------ | ------ | ------ | ------ |
| 17 377 | 19 169 | 20 623 | 21 176 |

## Personnalités
- Mary J. L. Black (1879-1939), bibliothécaire et suffragiste, est née à Uxbridge.